# Stojan Puc
Stojan Puc  (Novo Mesto, 9 aprile 1921 – Kranj, 29 gennaio 2004) è stato uno scacchista sloveno (jugoslavo fino al 1991).
Ha ottenuto il titolo di Maestro internazionale nel 1950 e di Grande maestro Honoris causa nel 1984. Nel 1984 ha ottenuto anche il titolo di Grande maestro per corrispondenza.

## Principali risultati
Quattro volte vincitore del campionato sloveno (1954, 1958, 1965 e 1967).
Nel 1949 è stato pari primo con Jan Foltys a Vienna (Schlechter Memorial); nel 1956 2°-4° a Krynica (vinse Borislav Milić); nel 1957 2°-5° a Portorose e primo nel torneo Bosna di Sarajevo; nel 1960 ha vinto ancora il torneo Bosna di Sarajevo per spareggio tecnico su Borislav Milić.
Stojan Puc ha partecipato con la nazionale jugoslava alle Olimpiadi di Dubrovnik 1950 in seconda riserva, in cui la squadra jugoslava si aggiudicò il primo posto.